# Otávio (futbolista nacido en 1994)
Otávio Henrique Passos Santos (Maceió, Alagoas, 4 de mayo de 1994), conocido deportivamente como Otávio, es un futbolista brasileño que juega como centrocampista en el Fluminense F. C. del Campeonato Brasileño de Serie A.

## Trayectoria
Nacido en Maceió, Alagoas, Otávio se unió al equipo juvenil del Atlético Paranaense en 2008, con 14 años, después de haberlo iniciado en CRB. Fue promovido al equipo principal en 2014, y apareció en todos los partidos del Campeonato Paranaense del año. 
Otávio hizo su debut en la Serie A el 20 de abril de 2014, como sustituto en la victoria por 1-0 en casa ante Grêmio. Marcó su primer gol en la categoría el 12 de junio de 2016, anotando el empate en la victoria por 2-1 sobre São Paulo.

## Clubes
| Club                       | País    | Año       |
| -------------------------- | ------- | --------- |
| Atlético Paranaense        | Brasil  | 2014-2017 |
| F. C. Girondins de Burdeos | Francia | 2017-2022 |
| Atlético Mineiro (cedido)  | Brasil  | 2022      |
| Atlético Mineiro           | Brasil  | 2022-2025 |
| Fluminense F. C.           | Brasil  | 2025-     |

## Palmarés

### Títulos estatales
| Título                | Club                | Estado       | Año  |
| --------------------- | ------------------- | ------------ | ---- |
| Campeonato Paranaense | Atlético Paranaense | Paraná       | 2016 |
| Campeonato Mineiro    | Atlético Mineiro    | Minas Gerais | 2022 |
| Campeonato Mineiro    | Atlético Mineiro    | Minas Gerais | 2023 |
| Campeonato Mineiro    | Atlético Mineiro    | Minas Gerais | 2024 |

### Títulos nacionales
| Título              | Club             | País   | Año  |
| ------------------- | ---------------- | ------ | ---- |
| Supercopa de Brasil | Atlético Mineiro | Brasil | 2022 |